# Wielopole (Czechy)
Wielopole (cz. Vělopolí wymowaⓘ, niem. Wielopoli) – wieś gminna i gmina w kraju morawsko-śląskim, w powiecie Frydek-Mistek w Czechach. Położona jest na Pogórzu Morawsko-Śląskim, około 6 km na południowy zachód od Czeskiego Cieszyna, w granicach historycznego Śląska Cieszyńskiego. W 2001 roku około 19% mieszkańców stanowili Polacy a ponad 50% ewangelicy. 

## Historia
Wzmiankowane po raz pierwszy w 1448 roku jako z Wele Pole. Nazwa jest topograficzna i oznacza wiele (wielkie) pole.
Od 1545 miejscowość należała do Pielgrzymów z Trzankowic, a pomiędzy 1608 i 1629 właścicielem był Erasmus Rudzju z Rudz, po nim Mitrovský z Nemyšla i Adam Bees von Chrostin, od 1665 Kaspar Tluck z Toszonowic. Od 1671 we władaniu Gottfried Logau z Altenbergu, który przyłączył je do dóbr w Trzycieżu. Komora Cieszyńska zakupiła obie wsie w 1792.
Według austriackiego spisu ludności z 1900 w 49 budynkach w Wielopolu na obszarze 298 hektarów mieszkało 295 osób, co dawało gęstość zaludnienia równą 99 os./km². z tego 261 (88,5%) mieszkańców było ewangelikami a 84 (28,5%) katolikami, prawie wszyscy byli polskojęzyczni. Do 1910 roku liczba mieszkańców wzrosła do 306, z czego 305 było zameldowanych na stałe i polskojęzycznymi, a w podziale wyznaniowym 36 (11,8%) było katolikami a 207 (88,2%) ewangelikami.
W wyniku konfliktu polsko-czechosłowackiego o Śląsk Cieszyński po podziale regionu w 1920 miejscowość stała się częścią Czechosłowacji. W 1938 została wraz z Zaolziem zaanektowana przez Polskę i przyłączona do powiatu cieszyńskiego, a podczas II wojny światowej znalazła się w granicach III Rzeszy. Po wojnie przywrócona Czechosłowacji.

## Urodzeni w Wielopolu
- Stanislav Kaczmarczyk (ur. 1936), pastor ewangelicki i pisarz;